# Liste von Burgen und Schlössern in Nordmähren
Diese Liste führt Burgen und Schlösser in Nordmähren auf und umfasst die Mährisch-Schlesische Region und die Olmützer Region. Sie ist Teil der Liste von Burgen und Schlössern in Tschechien. Die Liste erhebt keinen Anspruch auf Vollständigkeit. Es werden die tschechischen Namen verwendet und in Klammern die deutschen Namen angegeben.

## Mährisch-Schlesische Region (Moravskoslezský kraj)
| Name                                                         | Ort                                                                                      | Lage und Anmerkungen | Bild  |
| ------------------------------------------------------------ | ---------------------------------------------------------------------------------------- | --- | ----- |
| Schloss Bartošovice (Schloss Partschendorf)                  | Bartošovice, Okres Nový Jičín (Partschendorf, Kreis Neutitschein)                        | (Lage) |       |
| Schloss Bílovec (Schloss Wagstadt)                           | Bílovec, Okres Nový Jičín (Wagstadt, Kreis Neutitschein)                                 | (Lage) bis 1945 Sitz der Freiherrn Sedlnitzky von Choltitz |       |
| Schloss Bílá                                                 | Bílá bei Ostravice, Okres Frýdek-Místek (Ostrawitz, Kreis Friedek-Mistek)                | (Lage) Jagdschloss und Sommerresidenz des Erzbischofs von Olmütz Franziskus von Sales, 1906 erbaut, heute als Gasthaus genutzt |       |
| Schloss Brantice (Schloss Bransdorf)                         | Brantice bei Krnov, Okres Bruntál (Bransdorf bei Jägerndorf, Kreis Freudenthal)          | (Lage) |       |
| Schloss Bruntál (Schloss Freudenthal)                        | Bruntál (Freudenthal)                                                                    | (Lage) Barockschloss, 1766 bis 1769 erbaut |       |
| Schloss Deštné (Schloss Dorfteschen)                         | Jakartovice-Deštné, Okres Opava (Eckersdorf, OT Dorfteschen, Kreis Troppau)              | (Lage) urspr. eine gotische Burg, 1727–1730 Umbau zum zweiflügeligen Schloss, seit 1761 im Besitz von Graf Renard, 1945 enteignet |       |
| Schloss Fryštát (Schloss Freistadt)                          | Karviná-Fryštát (Karwin, OT Freistadt)                                                   | (Lage) 1792 erbaut im Empirestil durch die Familie Larisch-Mönnich |       |
| Hrad Fürstenvalde (Burg Fürstenwalde)                        | Vrbno pod Pradědem, Okres Bruntál (Würbenthal, Kreis Freudenthal)                        | (Lage) Burgruine auf dem Schlossberg (854 m), Ruinenreste nur bei wenig Gras im Spätherbst oder im Frühjahr sichtbar | fehlt |
| Schloss Fulnek                                               | Fulnek                                                                                   | (Lage) unter den Besitzern sind die Grafen von Zierotin, von Würben und bis 1945 der Graf von Flandern, seit 2002 wieder in Privatbesitz, nun aufwendig renoviert |       |
| Burg Fulštejn (Burg Füllstein)                               | Bohušov, Okres Bruntál (Füllstein, Kreis Freudenthal)                                    | (Lage) |       |
| Schloss Hlavnice (Schloss Glomnitz)                          | Hlavnice, Okres Opava (Glomnitz, Kreis Troppau)                                          | (Lage) 1792–1795 von Andreas Graf Renard als einfaches Landhaus errichtet, später zum Schloss im Empirestil umgebaut, siehe auch |       |
| Schloss Hnojník                                              | Hnojník, Okres Frýdek-Místek (Hnoinik, Kreis Friedek-Mistek)                             | (Lage) als Barockschloss im 18. Jh. von Joseph Kornhäusel erbaut, um 1850 Umbau im Empirestil |       |
| Schloss Hradec nad Moravicí (Schloss Grätz – Rotes Schloss)  | Hradec nad Moravicí, Okres Opava (Grätz, Kreis Troppau)                                  | (Lage) Rotes Schloss |       |
| Schloss Hradec nad Moravicí (Schloss Grätz – Weißes Schloss) | Hradec nad Moravicí, Okres Opava (Grätz, Kreis Troppau)                                  | (Lage) Weißes Schloss |       |
| Burg Hukvaldy (Burg Hochwald)                                | Hukvaldy, Okres Frýdek-Místek (Hochwald, Kreis Friedek-Mistek)                           | (Lage) Burgruine |       |
| Schloss Klimkovice (Schloss Königsberg)                      | Klimkovice, Okres Ostrava-město (Königsberg, Kreis Mährisch Ostrau)                      | (Lage) Schloß ehemals mit Gutsbesitz, bis 1945 im Besitz des Grafen Wilczek |       |
| Schloss Kravaře (Schloss Krawarn)                            | Kravaře (Deutsch Krawarn, Kreis Troppau)                                                 | (Lage) urspr. manieristischer Bau aus dem 17. Jh., 1721–1728 durch ein vierflügeliges Barockschloss ersetzt, Bauherr war Johann Rudolf Freiherr von Eichendorff |       |
| Schloss Jeseník (Schloss Deutsch Jaßnik)                     | Jeseník nad Odrou, Okres Nový Jičín (Deutsch Jaßnik, Kreis Neutitschein)                 | (Lage) Gutshof mit Schloß und Park, unter den Besitzern waren die Grafen von Witten die bedeutendsten |       |
| Schloss Krnov (Schloss Jägerndorf)                           | Krnov, Okres Bruntál (Jägerndorf, Kreis Freudenthal)                                     | (Lage) errichtet unter Markgraf Georg von Mähren durch Hans Beheim, das Schloss diente als Residenz der Herzöge im Herzogtum Jägerndorf |       |
| Schloss Kunín (Schloss Kunewald)                             | Kunín, Okres Nový Jičín (Kunewald, Kreis Neutitschein)                                   | (Lage) Schloss Kunewald entstand 1726–1734 an der Stelle einer urspr. Burg nach Plänen des Wiener Architekten Johann Lucas von Hildebrandt, seit 1999 im Besitz der Gemeinde Kunín, umfangreiche Restaurierungsarbeiten, seit 2004 der Öffentlichkeit zugänglich                                                                              |       |
| Schloss Litultovice (Schloss Leitersdorf)                    | Litultovice, Okres Opava (Leitersdorf, Kreis Troppau)                                    | (Lage) das Alte Schloss war eine Wasserburg, das Neue Schloss zu Beginn des 17. Jhs. im Renaissancestil errichtet |       |
| Schloss Nová Horka (Schloss Neuhübl)                         | Nová Horka bei Studénka, Okres Nový Jičín (Neuhübl bei Stauding, Kreis Neutitschein)     | (Lage) bis 1945 im Besitz der Grafen Vetter von der Lilie |       |
| Schloss Raduň (Schloss Radun)                                | Raduň, Okres Opava (Radun, Kreis Troppau)                                                | (Lage) urspr. mittelalterliche Burg wurde 1586 in ein Renaissanceschloss umgebaut, 1816–1822 unter Johann Larisch-Mönnich nach Entwürfen von K. J. Englisch im klassizistischen Stil umgebaut, 1832 kaufte die fürstliche Familie Blücher von Wahlstatt das Schloss und ließ die Türme und Giebel an der Westseite des Schlosses restaurieren |       |
| Schloss Sedlnice (Schloss Sedlnitz)                          | Sedlnice, Okres Nový Jičín (Sedlnitz, Kreis Neutitschein)                                | (Lage) Landschloss ehemals mit Gutsbesitz, Sommerresidenz des Dichters Joseph von Eichendorff |       |
| Burg Šostýn (Burg Schauenstein)                              | Kopřivnice, Okres Nový Jičín (Nesselsdorf, Kreis Neutitschein)                           | (Lage) Burg Schauenstein (auch Schawenstein, Scheibstein, Schornstein oder Schowenstayn genannt) ist eine gotische Burgruine |       |
| Burg Sovinec (Burg Eulenberg)                                | Sovinec, Okres Bruntál (Eulenberg, Kreis Freudenthal)                                    | (Lage) |       |
| Schloss Stará Ves nad Ondřejnicí (Schloss Altendorf)         | Stará Ves nad Ondřejnicí, Okres Ostrava-Město (Altendorf, Kreis Ostrau-Stadt)            | (Lage) Schloss Altendorf wurde von 1565 bis 1578 errichtet, mit Sgraffito-Ornamenten versehen |       |
| Burg Starý Jičín (Burg Alt Titschein)                        | Starý Jičín, Okres Nový Jičín (Alt Titschein, Kreis Neutitschein)                        | (Lage) Burgruine, ab 1996 rekonstruiert |       |
| Burg Štrálek (Burg Stralek)                                  | Štrálek bei Rýmařov, Okres Bruntál (Stralek bei Römerstadt, Kreis Freudenthal)           | (Lage) Burgruine Stralek (auch Strolek) | fehlt |
| Starý Zámek Studénka (Altes Schloss Stauding)                | Studénka, Okres Nový Jičín (Stauding, Kreis Neutitschein)                                | (Lage) urspr. eine Burg aus dem 14. Jh., 1567 in ein zweistöckiges Renaissanceschloss umgebaut |       |
| Nový Zámek Studénka (Neues Schloss Stauding)                 | Studénka, Okres Nový Jičín (Stauding, Kreis Neutitschein)                                | (Lage) neben dem alten Schloss im 18. Jh. errichtetes Barockschloss, das ein Waggonbau-Museum beherbergt |       |
| Burg Trůba (Burg Strahlenberg)                               | Štramberk, Okres Nový Jičín (Stramberg, auch Strahlenberg, Kreis Neutitschein)           | (Lage) die Burg erstmals 1359 erwähnt, erbaut vom mährischen Markgrafen Johann Heinrich, Bruder von Kaiser Karl IV., ab 1783 verfiel die Burg |       |
| Burg Cvilín (Schellenburg)                                   | Úvalno, Okres Opava (Lobenstein, Kreis Troppau)                                          | (Lage) Von 1031 bis 1049 zum Schutz gegen Polen auf einem alten Siedlungshügel errichtet, verfiel nach dem Dreißigjährigen Krieg |       |
| Burg Vartnov (Burg Wartnau, auch Wartenau)                   | Úblo bei Úvalno, Okres Opava (Aubeln bei Lobenstein, Kreis Troppau)                      | (Lage) Burgruine |       |
| Schloss Velké Heraltice (Schloss Großherlitz)                | Velké Heraltice, Okres Opava (Großherlitz; auch Groß Herlitz, Kreis Troppau)             | (Lage) das Renaissance-Schloss Velké Heraltice entstand Ende des 16. Jahrhunderts anstelle eines Kastells, um 1676 barock umgestaltet, um 1900 Anbau einer neugotischen Schlosskapelle |       |
| Schloss Velké Hoštice (Schloss Groß Hoschütz)                | Velké Hoštice, Okres Opava (Groß Hoschütz, Kreis Troppau)                                | (Lage) Barockschloss des mährisch-böhmischen Grafen Chorinsky von Ledske |       |
| Burg Vikštejn (Burg Wigstein)                                | Vítkov, Okres Opava (Wigstadtl, Kreis Troppau)                                           | (Lage) Ruine der Burg Vikštejn (deutsch Burg Wiegstein) |       |
| Zamek Zábřeh (Schloss Zabrzech)                              | Zábřeh nad Odrou, Okres Ostrava-Město (Zabrzech, auch Heinrichsdorf, Kreis Ostrau-Stadt) | (Lage) Schloss im Besitz der Olmützer Bischöfe |       |
| Schloss Žerotínský zámek (Schloss Zierotin)                  | Nový Jičín (Neutitschein)                                                                | (Lage) Schloss im 16. Jh. von Johann von Pernstein erbaut, später an die Zierotins verkauft |       |

## Olmützer Region (Olomoucký kraj)
| Name                                                        | Ort                                                                                             | Lage und Anmerkungen | Bild |
| ----------------------------------------------------------- | ----------------------------------------------------------------------------------------------- | --- | ---- |
| Schloss Bílá Lhota (Schloss Weißöhlhütten)                  | Bílá Lhota, Okres Olomouc (Weißöhlhütten, Kreis Olmütz)                                         | (Lage) urspr. Burg 1660–1669 umgebaut zum vierflügeligen Renaissance-Schloss, im 18. Jh. Umbau zum Barockschloss, Aufenthalt des Komponisten Conradin Kreutzer, bis 1945 im Besitz der Familie Riedl |      |
| Schloss Bílá Voda (Schloss Weißwasser)                      | Bílá Voda, Okres Jeseník (Weißwasser, Kreis Freiwaldau)                                         | (Lage) urspr. gotische Burg, 1507 Umbau zum Schloss, Sommerresidenz des Breslauer Bischofs Johann V. Thurzo, heute als psychiatrische Klinik genutzt |      |
| Schloss Bludov (Schloss Blauda)                             | Bludov, Okres Šumperk (Blauda, Kreis Mährisch Schönberg)                                        | (Lage) urspr. Burg zum Renaissance-Schloss umgebaut, später Barockschloss, seit 1710 bis heute im Besitz der Fam. Žerotín (Zierotin) |      |
| Burg Bouzov (Burg Busau)                                    | Bouzov bei Litovel, Okres Olomouc (Busau bei Littau, Kreis Olmütz)                              | (Lage) Renaissance-Schloss aus dem 16. Jh., Schäden im Dreißigjährigen Krieg, seit 1696 im Besitz des Deutschen Ritterordens, Umbau der Burg in den Jahren 1896–1901 nach den Plänen des Architekten Georg von Hauberrisser als Sommersitz für den damaligen Hochmeister Erzherzog Eugen von Österreich in historisierenden Formen                                         |      |
| Burg Brníčko (Burgruine Brünnles)                           | Brníčko bei Zábřeh, Okres Šumperk (Brünnles bei Hohenstadt, Kreis Mährisch Schönberg)           | (Lage) Burgruine seit 1513 |      |
| Schloss Čechy pod Kosířem (Schloss Tschech)                 | Čechy pod Kosířem, Okres Prostějov (Tschech, Kreis Proßnitz in Mähren)                          | (Lage) Schloss aus dem 17. Jh., 1707–1716 im Besitz der Familie Liechtenstein, mit Atelierhaus des Malers Josef Mánes |      |
| Burg Edelštejn, Burg Leuchtenštejn, (Burg Koberštejn)       | Zlaté Hory, Okres Jeseník (Zuckmantel, Kreis Freiwaldau)                                        | (Lage) Burgruinen Edelstein, Leuchtenstein auf der Bischofskoppe und Koberstein bei Zuckmantel |      |
| Burg Helfštýn, auch Helfštejn (Burg Helfenstein)            | Týn nad Bečvou, Okres Přerov (Thein, Kreis Prerau)                                              | (Lage) teilrekonstruierte Ruine der Burg Helfenstein (auch Helfstein), über dem Tal der Bečva gelegen dominierte sie einst die Mährische Pforte, sie ist eine der größten Festungsanlagen Europas (mit vier Burghöfen, gewaltigen Mauern, Türmen, Zwinger, Palas und Burgschmiede)                                                                                         |      |
| Schloss Hranice                                             | Hranice na Moravě (Mährisch Weißkirchen)                                                        | (Lage) Renaissanceschloss, heute mit überdachtem Innenhof als Rathaus genutzt |      |
| Schloss Hustopeče nad Bečvou (Schloss Hustopetsch)          | Hustopeče nad Bečvou Okres Přerov (Hustopetsch an der Betschwa, Kreis Prerau)                   | (Lage) Schloss Hustopetsch, der vierflügelige Renaissancebau ist ein Werk der norditalienischen Baumeister und Steinmetzen Peter Minikat Vlach, Rudolf Minikat Vlach und Daniel Tiante Vlach aus Lugano, erbaut zwischen 1580 und 1604 für Karl von Zierotin, 1945 als Besitz der Freiherren von Baillou enteignet, seit 2001 der Gemeinde Hustopeče nad Bečvou übertragen |      |
| Schloss Jánský Vrch (Schloss Johannesberg)                  | Javorník, Okres Jeseník (Jauernig, Kreis Freiwaldau)                                            | (Lage) bis 1945 Sommerresidenz der Breslauer Bischöfe |      |
| Burg Kaltenštejn (Burg Kaltenstein)                         | Černá Voda, Okres Jeseník (Schwarzwasser, Kreis Freiwaldau)                                     | (Lage) 1505 erwarb der Breslauer Bischof Johannes V. Thurzo die Burg Kaltenstein, gegen den Willen seines Domkapitels gab er sie zum Abriss frei |      |
| Schloss Kolštejn (Schloss Kolstein oder Goldenstein)        | Branná, Okres Šumperk (Goldenstein, Kreis Mährisch Schönberg)                                   | (Lage) Burgen-Komplex der Burgruine Kolštejn – Renaissancebau: - obere Burg – Reste einer gotischen Burg (erstmals erwähnt 1325) - mittlerer Renaissance-Palast von 1570 bis 1580 - unterer Renaissance-Palast mit zwei-stöckigen Turm |      |
| Schloss Kunzov (Schloss Kunzhof)                            | Hrabůvka bei Radíkov, Okres Přerov (Hainbuchen, auch Hrabuwka bei Radelsdorf, Kreis Prerau)     | (Lage) Schloss Kunzhof, ein neogotischer Bau, 1907/08 errichtet als Residenz der Fabrikantenfamilie Anton Kunz aus Mährisch Weißkirchen, seit 2007 nationales Kulturdenkmal |      |
| Burg Mírov (Burg Mürau)                                     | Mírov, Okres Šumperk (Mürau, Kreis Mährisch Schönberg)                                          | (Lage) der aus einer mittelalterlichen Burg der Olmützer Bischöfe hervorgegangene Gebäudekomplex von 1679 bis 1684 zu einer barocken Festungsanlage umgebaut, 1856 Umnutzung zum Gefängnis, noch heute als Haftanstalt genutzt |      |
| Schloss Náměšť na Hané (Schloss Namiescht)                  | Náměšť na Hané, Okres Olomouc (Namiescht, Kreis Olmütz)                                         | (Lage) oberes und unteres Schloss Namiescht mit Schlosskapelle sowie Sammlung historischer Kutschen der Olmützer Bischöfe und Erzbischöfe |      |
| Schloss Nové Zámky (Neuschloss)                             | Mladeč bei Litovel, Okres Olomouc (Lautsch, Kreis Olmütz)                                       | (Lage) Jagdschloss und Sommerresidenz der Liechtensteins |      |
| Schloss Plumlov (Schloss Plumau)                            | Plumlov, Okres Prostějov (Blumenau, auch Plumau, Kreis Proßnitz in Mähren)                      | (Lage) Schloss Plumau, in Ergänzung zur ursprünglichen Burg in den Jahren 1680–1688 im manieristischen Stil erbaut |      |
| Hrad Potštát bei Boňkov (Burg Puchart, auch Wüstes Schloss) | Boňkov bei Olšovec, Okres Přerov (Olspitz, Kreis Prerau)                                        | (Lage) Ruine der Burg Puchart bei Boňkov seit 1318 im Besitz des Záviš von Potštát, auch Hrad Potštát (Feste Puchard), Zighart, Pustý zámek (Wüstes Schloss) oder Sudetský zámek (Sudetenburg) genannt |      |
| Schloss Přerov (Schloss Prerau)                             | Přerov (Prerau)                                                                                 | (Lage) vierflügelige Schlossanlage im ersten Viertel des 17. Jahrhunderts als Renaissancebau an der Stelle der ursprünglichen Burg erbaut |      |
| Burg Rabštejn (Burg Rabenstein)                             | Oskava, Okres Šumperk (Oskau, Kreis Mährisch Schönberg)                                         | (Lage) seit 1693 verfallen, erhalten sind einige Mauerreste um den Burghof und Reste der Ringmauer der Vorburg |      |
| Schloss Ruda nad Moravou (Schloss Eisenberg)                | Ruda nad Moravou (Eisenberg an der March)                                                       | (Lage) Renaissance-Schloss unter Bernhard von Zierotin 1600–1610 erbaut |      |
| Burg Rychleby (Burg Reichenstein)                           | Javorník, Okres Jeseník (Jauernig, Kreis Freiwaldau)                                            | (Lage) |      |
| Schloss Sobotín (Schloss Zöptau)                            | Sobotín, Okres Šumperk (Zöptau, Kreis Mährisch Schönberg)                                       | (Lage) Schloss durch Umbau einer ehem. Fabrik in den 1840er Jahren im Stil des Historismus |      |
| Burg Šternberk (Burg Sternberg)                             | Šternberk, Okres Olomouc (Mährisch-Sternberg, Kreis Olmütz)                                     | (Lage) urspr. Burganlage, 1886 Umbau im Stil des Historismus durch den Wiener Architekten Carl Gangolf Kayser |      |
| Schloss Třemešek (Schloss Johrnsdorf)                       | Třemešek, OT von Dolní Studénky, Okres Šumperk (Johrnsdorf, OT von Schönbrunn, Kreis Schönberg) | (Lage) |      |
| Schloss Úsov (Schloss Mährisch Aussee)                      | Úsov, Okres Šumperk (Mährisch Aussee, Kreis Mährisch Schönberg)                                 | (Lage) ursprünglich eine Burg aus dem 13. Jh., 1487 Umbau durch die Herren von Vlašim, bis 1945 im Besitz der Familie Liechtenstein |      |
| Schloss Velké Losiny (Schloss Groß Ullersdorf)              | Velké Losiny, Okres Šumperk (Groß Ullersdorf, Kreis Mährisch Schönberg)                         | (Lage) urspr. gotische Wasserburg, 1580–1589 Umbau zum dreiflügeligen Renaissance-Schloss durch Johann von Žerotín (Zierotin), Arkadenhof mit Sgraffito-Ornamenten, 1693 durch dreiflügeligen Barockbau erweitert, bis 1945 im Besitz der Familie Liechtenstein |      |
| Schloss Třemešek (Schloss Johrnsdorf)                       | Dolní Studénky (Schönbrunn, OT Králec)                                                          | (Lage) Renaissance-Schloss von 1587 wurde 1857 bis 1863 im romantischen Stil umgestaltet, erneuter Umbau in den 1950er Jahren |      |
| Schloss Zábřeh na Moravě (Schloss Hohenstadt)               | Zábřeh, Okres Šumperk (Hohenstadt an der March im Schönhengstgau)                               | (Lage) urspr. gotische Burg, Umbau zum Renaissance-Schloss, 1727–1736 barockisiert und 1849 von den Liechtensteinern an die Stadt verkauft |      |
| Schloss Žádlovice (Schloss Schadlowitz)                     | Žádlovice (Schadlowitz, OT von Loschitz bei Mohelnice)                                          | (Lage) dreiflügelige Anlage (1679–1705), umgebaut 1760 im Barockstil |      |